# Menschen unter Zwang
Menschen unter Zwang ist ein Zeitroman der deutschen Schriftstellerin Clara Viebig aus dem Jahr 1932. In der Handlung, die auf einem authentischen Mordfall beruht, steht ein Mann im Ruf, sich als Hypnotiseur insbesondere junge Frauen zu Willen zu machen. Er stiftet seine Stieftochter zu einem Mord an ihrer Cousine an, bei der letztlich beide Mädchen zu Tode kommen.
Darüber hinaus führt Viebig die Geschichte der Tempelhofer Bauernfamilie der Längnicks weiter, die sie in ihrem Roman ›Die vor den Toren‹ erstmals gestaltet hat. Die durch Grundstücksverkäufe steinreich gewordene ehemalige Altbäuerin Rike Längnick richtet, durch eigene Schuld, ihre langjährige Familiendynastie zugrunde.

## Handlung
Rike Längnick, die Tempelhofer Bäuerin, ist durch den Verkauf ihrer Ländereien an die expandierende Stadt Berlin so wohlhabend geworden, dass sie sich ein Gut, das ›Schloss Güldenaue‹ nahe Breslau, erwerben konnte. Auf diesem Gut führt sie nunmehr als ›Baronin von Längnick-Güldenaue‹ das Regiment.
Die schon immer problematische Familiengeschichte steht auch jetzt unter keinem guten Stern. Rike ist verwitwet und hat ihren Sohn Paul verloren, der nach dem Tod seiner Frau gemütskrank geworden war. Auch Enkel William ist schwermütig; er hat ebenfalls seine Frau verloren. Alle Hoffnungen der Urgroßmutter ruhen auf der Urenkelin Lore, in der sie das Erbe der Längnicks weitergetragen sieht. Die liebliche und dennoch willensstarke Lore wird von einer Erzieherin betreut, die Williams Liebe genießt und die ihn gerne heiraten würde. Doch Rike steht mit ihr und dem Dienstpersonal auf keinem guten Fuß.
In dieser Situation kündigt sich Ingeborg Bade, Lores Tante, zu einem Besuch an. Die leichtsinnige Witwe, die ihren ersten Ehemann unter mysteriösen Umständen verloren hat, will sich erneut verheiraten. Doch vorher möchte sie noch einmal ihre Chancen bei dem reichen William ausloten. Während William der Schwägerin ablehnend gegenübersteht, entbrennt in Lore der Wunsch, ihre Cousine Britta als Gesellschafterin auf das Gut einzuladen. Lores Wunsch wird entsprochen, da sich Ingeborgs neue Ehe nicht gut anlässt, zumal ihr wesentlich jüngerer Ehemann Tom Till ein alarmierend enges Verhältnis zu seiner Stieftochter Britta aufgebaut hat.
Tom Till fasst den Plan, sich auf dem wohlsituierten Gut Güldenaue einzunisten. Als Ingeborg auf mysteriöse Weise verschwindet und Lores Vater verstirbt, ergreift Tom die Gelegenheit, sich im Rahmen der Trauerfeierlichkeiten dort einzuführen. Er besitzt hypnotische Fähigkeiten, die er als Kind von einem Schäfer gelernt hat. Damit vermag er sogar die geizige Rike dazu zu bewegen, ihm 30.000 Mark für Spekulationsgeschäfte zu überlassen und ihn als landwirtschaftlichen Aufseher einzusetzen.
Wenngleich Tom alle Frauen zu bezaubern vermag, so gelingt es ihm nicht, die von ihm begehrte Lore zu erobern. Neben dem anfänglichen Interesse an ihrem Erbe rührt ihre Schönheit und Frische ihn mehr und mehr an. Doch Lore weicht Tom aus, denn sie hat nur Augen für den Pastorensohn Heiner Kimmel. Dennoch wird Brittas Eifersucht geweckt.
Die Situation eskaliert, als Tom die Urgroßmutter davon überzeugen kann, dass er für Lore der rechte Ehemann sei. Lore wehrt dies vehement ab. Sie hat Toms hypnotische Kräfte erkannt, darüber hinaus deutet sie ein Verschulden Toms am Verschwinden seiner Ehefrau an.
In seiner Wut stiftet Tom seine Stieftochter an, Lore zum Schweigen zu bringen. Bei einer Kahnfahrt wirft Britta ihre Cousine über Bord, doch beim Versuch, Lore zu retten, ertrinkt auch sie selbst.
Rike ist zwischen Trauer- und Schuldgefühlen hin- und hergerissen. Sie veräußert Gut Güldenaue und stirbt, nachdem sie ihr Vermögen in der Inflation verloren hat. Tom, von Schuldgefühlen getrieben, flüchtet in eine abgelegene Gegend und lebt fortan bescheiden als Wunderheiler.

## Stoffgeschichte
Wirft man einen Blick auf die sensationsträchtigen Strafverfahren der Weimarer Republik, so zeichnet Viebig in ihrem Roman einen Fall nach, der monatelang die Gazetten füllt: die nie aufgeklärte ›Tragödie auf Schloss Kleppelsdorf‹ aus dem Jahr 1921.
Der Doppelmord an zwei Cousinen, Ursula Schade und Dorothea Rohrbeck, rührt monatelang die Gemüter. Die Waise Dorothea ist die millionenschwere Erbin des ehemaligen Tempelhofer Bauern Wilhelm Rohrbeck. Deshalb zieht sie das Interesse des Stiefvaters ihrer Cousine Ursula auf sich. Peter Grupen ist als Kriegsversehrter frühzeitig aus dem Militärdienst entlassen und kann sich, in jener an Männern armen Zeit, der Spekulation und den Frauen widmen. Um an sein Ziel zu kommen, soll er sich hypnotischer Fähigkeiten bedient haben.
In Grupens schillerndem Leben ist ungeklärt, ob er sich seiner älteren Gattin – Ursulas Mutter – entledigt hat. Die als liederlich beschriebene Frau hat ihren ersten Ehemann bei einem mysteriösen Jagdunfall verloren und ist auch in ihrer neuen Ehe für Liebschaften offen. Grupen ist ebenfalls kein Kind von Traurigkeit und macht sich offenbar die Stieftochter Ursula hörig. Auf Schloss Kleppelsdorf sind alle Frauen von ihm angetan, lediglich die von ihm begehrte Dorothea weist ihn brüsk zurück.
Dieser Mordfall wird 1921 vor dem Gericht in Hirschberg im heutigen Polen verhandelt. Insbesondere aufgrund eines Sachverständigengutachtens, das Grupens Fähigkeit zur Hypnose oder Suggestion bejaht, wird der Tatverdächtige in einem Indizienprozess verurteilt. Er beteuert bis zum Ende seine Unschuld. Nach einem Ausbruch, von dem er freiwillig zurückkehrt, erhängt sich Grupen in seiner Zelle.

## Viebigs Transformation des Stoffes

### Abwandlungen des Mordfalls
Viebig greift viele Details aus dem Kleppelsdorf-Prozess auf. Dies gilt für die männliche Hauptfigur, für die Beziehung zu seiner Ehefrau und das allzu innige Verhältnis zur Stieftochter, für das Interesse am Millionenerbe und für zahlreiche Vorgänge auf dem Hofgut. Auch viele Nebenfiguren entsprechen der Realität. Viebig ist also hier Modell-, nicht Phantasiedichterin, wie in vielen ihrer Romane, die einen realen Kern haben. Namen und weitere Begebenheiten ändert Viebig jedoch in ihrem Sinne ab, wobei hier insbesondere die Gestaltung der Rike Längnick und des Tom Till von Interesse sind.

### Zur Figur des Verdächtigen
Eine Freiheit Viebigs ist die Abwandlung der Figur des Verdächtigen, hier von Tom Till, dessen Rolle im realen Fall nie aufgeklärt werden konnte. Bei Viebig trägt Britta die Schuld im juristischen Sinne an Lores Tod, sie kann aber nicht mehr zur Rechenschaft gezogen werden. Ob der Befehl eines Hypnotiseurs zur Ausführung einer Straftat schuldrechtlich relevant ist, ist indes noch heute fraglich. Viebig nimmt Stellung zu Gunsten Grupens und schließt sich denjenigen an, die seinerzeit eine rein auf Indizien beruhende Urteilsfindung abgelehnt haben.
Viebigs Tom Till empfindet angesichts seines Verhaltens tiefe moralische Schuld. Als er sich in der Nacht vor der Beerdigung von den aufgebahrten Toten verabschiedet, reut ihn sein Vorgehen:

„Er taumelte zurück, hielt sich die Hände vors Gesicht und zitterte wie einer, dem sein Urteil verkündet wird. Tod, lebenslängliches Zuchthaus – beides war schrecklich, aber so schrecklich nicht zu vernehmen wie die Stimme der Schuld, die aus ihm schrie. Er drückte sich in den entferntesten Winkel des Saales, da wo das grauende Licht noch nicht hintraf – war auch hier die schreckliche Stimme zu hören? Die drang überall hin, er trug sie ja in sich.“

Viebig, die in vielen ihrer Romane und Novellen den Aspekt der Schuld thematisiert, rechtfertigt häufig die Taten ihrer Protagonisten aus erlittenem Unrecht oder prekären sozialen Verhältnissen heraus. Hier aber weicht sie von diesem Schema ab: Tom Tills Fehltat erfährt keine Rechtfertigung. Er wählt den Ausweg der tätigen Reue und schafft sich die Möglichkeit der Selbstbefreiung in einem bescheidenen, fernab geführten Leben.

### Figuren der Längnick-Dynastie
Der Leser darf miterleben, wie Rike Längnick, diese Bäuerin und Mutter, die schon im Roman ›Die vor den Toren‹ als zielstrebig, willensstark – und starrköpfig – dargestellt ist, auch als ›Baronin von Längnick-Güldenaue‹ ihre Herkunft nicht verleugnen kann. Zwar hat Rike – jetzt F r i e d e rike – »hinter verschlossener Tür, ganz allein mit sich und ihrem Verstand, […] fleißig geübt, um so zu sprechen, so zu essen, so aufzutreten wie eine Dame.« Doch allzu häufig fällt sie in ihren alten Habitus zurück: sie antwortet dem Pastor, sie kümmere sich »‘nen Dreck « (S. 10) um bestimmte Angelegenheiten. Auch vermag sie weiterhin, nur im bäuerlichen Milieu aufzuleben: »Der Duft der Ackererde belebte sie, gab neue Kraft.« (S. 211) Rike kritisiert ihr Gesinde (vgl. S. 173–175), da sie, die die Handarbeit beim Dreschen schätzte, die neumodische Arbeiten mit Maschinen ablehnt:

„›Klipp klapp, klipp klapp‹, immer im Takt. Es regte sich wie heimliche Sehnsucht in ihr nach dieser Musik von Tempelhof.“

Doch diese einst geliebte Heimat ist ihr durch das Anwachsen Berlins genommen und sie war gezwungen, sich ein neues Refugium zu suchen (vgl. S. 8):

„Tempelhof […] existierte ja in Wirklichkeit auch nicht mehr. Fort die alten Dorfhäuschen mit den Lauben davor, die Scheunen mit den Storchennestern, die mächtigen breiten Linden im tiefen Sand, der Pfuhl, aus dem am Sommerabend wie wild die Frösche quakten.“

Auch in ihrer Mutterrolle hat sich Rike kaum gewandelt. Nachdem sie maßgeblich mitzuverantworten hat, dass ihr Sohn Paul gemütskrank geworden ist, will sie nun alles besser machen. Enkel William schickt sie »aufs Gymnasium« (S. 11), später »auf Reisen« (S. 10), sie sucht ihm eine Frau, um »frisches neues Blut in die Familie« (S. 12) zu bringen, denn sie weiß, dass sie und ihr Mann »Geschwisterkinder« (S. 12) gewesen sind. Doch sie entscheidet über den Kopf des Enkels hinweg.
Rike hofft auf Lore. Wenngleich diese noch »eine äußere Ähnlichkeit« (S. 49) mit der ungeliebten englischen Großmutter hat, sieht die Urgroßmutter in ihr »eine Längnick« (S. 48), gar »eine Längnick in besserer Auflage, in allerbester« (S. 179). In ihrer geldhaschenden Kurzsichtigkeit übersieht Rike, dass sie einem Wolf im Schafspelz im eigenen Haus Einlass gewährt, der den Tod der Urenkelin und letztlich den Untergang der Längnick-Dynastie zu verantworten hat. Nach Lores Tod räsoniert sie nur kurz über ihre Verantwortung an der Tragödie:

„War es eine Schuld, die    s i e    in ihrem Leben begangen hatte, die sich so an ihr rächte?“

Doch als sie im Antlitz der toten Lore die Züge der englischen Großmutter wahrnimmt, kann sie den alten Groll auf diese Frau nicht unterdrücken, auf

„…jene, die sie gehaßt hatte, das Mädchen ohne einen einzigen Pfennig, das ihr trotzdem ihres einzigen Sohnes Herz gestohlen hatte.“

Überhaupt ist die ehemalige Bäuerin unfähig, nutzbringend mit Geld umgehen. Eine ledige Mutter wird nicht aus Menschenliebe eingestellt, sondern weil man ihr in ihrer Notlage »nur die Hälfte des herkömmlichen Gehaltes« (S. 10) zahlen muss. Rike spart selbst an Lores Konfirmationskleid, das »mehr wie dreißig […] nicht kosten« (S. 134) darf. Lores wohlwollende Erzieherin, wird von Rike als »Verschwenderin« (S. 79) bezeichnet und sie betrügt diese, indem sie der Geliebten des Sohnes die ihr vermachte Rente nicht zahlt (vgl. S. 103–104). Die Erzieherin hingegen bezeichnet Rike als »Geizknochen« (S. 133) und ›böse Frau‹, »der Geld als das Anstrebenswerteste im Leben« (S. 96) gilt. Rike leiht aber Tom Till, in der Hoffnung auf hohe Zinsrückläufe, 30.000 Mark, die sie nie wieder sehen wird (vgl. S. 111). Selbst nach Lores Tod, nach dem »Landbesitz, eigener Grund und Boden keinen Wert für sie mehr« (S. 287) haben, denkt sie an Materielles:

„Ach, sie war doch immer fleißig gewesen, mehr als arbeitsam, sie hatte Geld auf Geld gehäuft, Reichtum auf Reichtum – und nun?“

Rike vermag nicht, die Risiken der Inflation einzuschätzen und verliert, neben allen Angehörigen, auch ihr gesamtes Geld.

## Interpretationsansätze
Wenngleich mancher Kritiker an »gefühlvolle Familienromane« erinnert wird, erkennen andere Rezensenten in diesem Roman eine Neuerung. In diesem Sinne wird festgestellt:
»Je mehr Leben die Dichterin aber in ihre Seele aufnahm, desto mehr interessierte sich auch der Einzelmensch in seinen Absonderlichkeiten, den merkwürdigen Gegensätzlichkeiten seiner Eigenschaften, die im Kampfe gegeneinander ihm zum Schicksal wurden. Und so bleibt sie uns auf dem Gebiet der Psychologie nichts mehr schuldig.« An anderer Stelle wird der Roman als »Psychothriller« bezeichnet, der »nichts an seelischen Gründen ausspart.«
Mit dem Zerfall dieser Gutsbesitzerfamilie, deren Leben sich über mehrere Romane erstreckt, mag sich Viebig am Romanzyklus der Rougon-Macquart ihres französischen Vorgängers Émile Zola orientiert haben. Wenngleich im literarisch gestalteten Niedergang der Längnick-Dynastie typische naturalistische Merkmale zu finden sind, so steht im Mittelpunkt des Romans das individuelle Verhalten der Figuren.
Niemand handelt uneigennützig, selbst die sympathische Lore will ihre Cousine mit aller Macht auf das Gut holen, um ihrer Einsamkeit zu entfliehen. Insofern weist der Roman »eine kritische Einstellung zur deutschen Wirklichkeit nach 1870« auf, in welcher der materialisierte Mensch verstärkt beginnt, nach Schein-Befriedigungen zu haschen, nämlich »die dämonische Macht der Goldgier wie auch das Wirken suggestiv-hypnotischer Kräfte, durch die machtbesessene Menschen eine unheimliche Gewalt über andere erhalten.« In diesem Sinne gilt die positive Wandlung des Tom Till als eine Wunschvorstellung vom Zurechtrücken einer aus den Fugen geratenen Welt.

## Weitere Bearbeitungen des ›Kleppelsdorf‹-Falls
Dass Viebig dieses Sujet erst 1932 in einem Roman gestaltet, mag damit zusammenhängen, dass ein großes Interesse an der Literarisierung des Kleppelsdorf-Falles besteht und ihr andere Schriftsteller zuvorkommen. 1921 erscheint eine Dokumentation in Buchform und 1924 wird das Geschehen von Georg Alfredy literarisch-kritisch verarbeitet. So besteht erst nach einiger Zeit das Bedürfnis nach einer weiteren Bearbeitung des Stoffes.

## Ausgaben und Übersetzungen
- Menschen unter Zwang (1.–6. Tsd. und 7.–8. Tsd.), Stuttgart: Deutsche Verlagsanstalt 1932 [256 S.].
- Menschen onder dwang  (niederl. ›Menschen unter Zwang‹), o. Übers., Amsterdam: Allert de Lange 1934 [249 S.].